# 斯捷普尼扬斯科耶农村居民点 (奥利霍瓦特卡区)
斯捷普尼扬斯科耶农村居民点（俄语：Степнянское сельское поселение）是俄罗斯联邦沃罗涅日州奥利霍瓦特卡区所属的一个农村居民点。其下辖有7个居民点，行政中心为科斯托沃。据2016年统计，该农村居民点的人口为1019人。